# Wangenheimia
Він походить з Іспанії та Португалії (у Європі), а також з Марокко, Алжиру та Тунісу (у Північній Африці).
Wangenheimia Moench (ванґенгаймія) — монотипний рід рослин родини злакових. Єдиний відомий вид — Wangenheimia lima.

## Опис
Однорічна декоративна трава, яка протягом усього літа має незвичайні, схожі на пір'я або ялинку колоски на довгих, пружних стеблах. Може вирости до 60 см (24 дюйм) заввишки, з довгим зеленим листям, яке в молодості має сріблясті відтінки.

## Таксономія

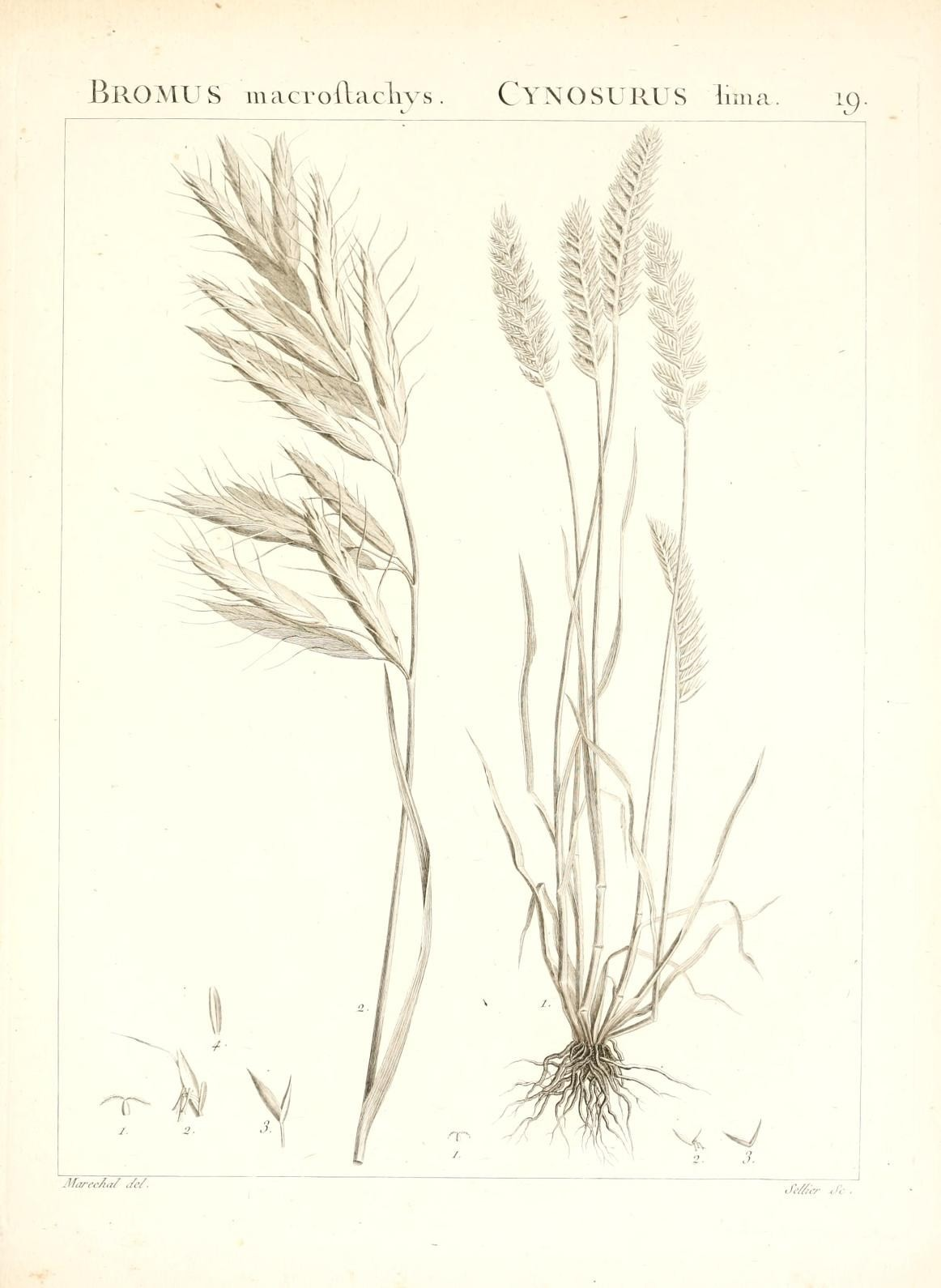
Ілюстрація Cynosurus lima (синонім Wangenheimia lima), у Flora Atlantica, 1800 р.

Рід названо на честь прусського ботаніка Фрідріха Адама Юліуса фон Ванґенгайма (1749–1800). Латинський видовий епітет lima посилається на латинську назву «напильник», яким часто позначають щось із шорсткою поверхню. Ванґенгаймію вперше було описано та опубліковано в журналі Methodus на сторінці 200 у 1794 році. . Опс виду вперше опубліковано у Fund. Agrost. на сторінці 132 у 1820 році.
Рід не визнається Міністерством сільського господарства США та Службою сільськогосподарських досліджень, які вказують його як синонім Festuca L., і вони не перераховують жодного відомого виду.

## Розповсюдження
Він походить з Іспанії та Португалії (у Європі), а також з Марокко, Алжиру та Тунісу (у Північній Африці).
Зустрічається на луках  на висоті 500 м н.р.м..

## Вирощування
Його культивували під назвою ванґенгаймія «Ліма Вулкан» , ванґенгаймія ліма «Вулкан»  або ванґенгаймія ліма «Вулкан» .